# Hohenbuehelia valesiaca
Hohenbuehelia valesiaca är en svampart som tillhör divisionen basidiesvampar, och som först beskrevs av Pier Andrea Saccardo, och fick sitt nu gällande namn av Rolf Singer. Hohenbuehelia valesiaca ingår i släktet Hohenbuehelia, och familjen musslingar. Arten har ej påträffats i Sverige.